# Fusui
Fusui (em chinês tradicional: 扶绥; chinês simplificado: 扶绥; pinyin: Fúsuí; zhuang: Fuzsuij) é uma condado da República Popular da China, localidade situada ao leste da Chongzuo, em Região Autónoma Zhuang de Quancim, na República Popular da China. 

## Geografia
Localiza-se nas margens do rio Zuo, em uma zona de montanhas cobertas de vegetação que conferem à cidade uma beleza especial. A elevação da cidade geralmente aumenta de sudoeste para nordeste, com as montanhas que formam a espinha dorsal da cidade, e que compreende o  rio. Ocupa uma área total de 2.836 Km² dos quais 111.8 km² correspondem à cidade propriamente dita. 

## Clima
Fusui tem um clima sub-tropical úmido; Os verões são as partes mais quentes do ano, tipicamente quentes e pouco secos. Os invernos, por sua vez, são suaves e secos. Fusui tem uma temperatura média anual de 22ºC, sendo a temperatura mais baixa já registrada na cidade de 5ºC e a mais alta de 39.5ºC.  Fusui tem uma chuvas  média anual de 1050-1300 milimetros.

## Geografia
Segundo dados de 2010, Chongzuo possuí 432.000 habitantes.As etnias presentes na cidade são Zhuang,Yao, Hui, Miao, Han e Dong. A população é constituída maioritariamente por habitantes de etnia Zhuang (82.8%), existindo 16.9% de habitantes de etnia Han e 0.2% de etnia Yao.

## Divisões administrativas
- 8 cidades: Cidade de Xinning (新宁镇),Cidade de Quli (渠黎镇),Cidade de Qujiu (渠旧镇)

,Cidade de Liuqiao (柳桥镇),Cidade de Dongmen (东门镇),Cidade de Shanxu (山圩镇),Cidade de Zhongdong (中东镇),Cidade de Dongluo (东罗镇)
- 3 cantãos: Cantão de Longtou (龙头乡), Cantão de Bapen (岜盆乡), Cantão de Changping (昌平乡)[3]